# ワールド・オンデマンド
ワールド・オンデマンド（World On Demand）は、ザ・ニュー・メディア・グループ株式会社（TNMG）が運営するIPTVサービスである。世界中の放送チャンネルをインターネット経由で配信しており、契約すればパソコン上で視聴が可能となる。またSTBをレンタル、または買取することで、通常のTVでも視聴が可能となる。
2008年11月現在、96チャンネルが視聴できる。この中には、2008年3月にスカイパーフェクTV!で放送終了したテレビシオン・エスパニョーラ、同年9月にひかりTVで放送終了したオーストラリア・ネットワーク、ドイチェ・ヴェレが含まれる。